# Folcmar van Utrecht
Folcmar, ook genaamd Poppo (gestorven op 10 december 990) was bisschop van Utrecht van 976 tot 990.
Folcmar was de zoon van de Saksische graaf Adalbero en de oom van de bouwlustige bisschop Bernward van Hildesheim (aan wie onder meer de beroemde bronzen deuren van de Dom en de Christuszuil aldaar te danken zijn). Hij was lid van het domkapittel in Hildesheim, en in 975 werd hij kanselier van keizer Otto II, die hem vervolgens aanstelde als bisschop van Utrecht. Toen Otto's neef, hertog Hendrik II van Beieren, probeerde de keizerstroon te bemachtigen werd hij in 978 van al zijn bezittingen beroofd en samen met Egbert Eenoog onder toezicht van bisschop Folcmar geplaatst. Hendrik en Egbert werden na de dood van Otto II vrijgelaten, maar Hendrik deed een nieuwe greep naar de macht ten koste van de onmondige keizer Otto III. Hierdoor bleef Folcmar in de opvolgingskwestie verwikkeld. Folcmar werd begraven in de Dom van Utrecht.